# 沃尔夫冈·菲舍尔
沃夫冈·贝特莱奇（德語：Wolfgang Beltracchi，1951年2月4日—），又稱沃尔夫冈·菲舍尔（德語：Wolfgang Fische），德国人，曾伪造马克斯·恩斯特等人的数百件作品。2010年12月1日，沃尔夫冈·菲舍尔被捕并判刑6年。2015年1月9日，沃尔夫冈·菲舍尔被释放。

## 外部連結
- Homepage Wolfgang Beltracchi （页面存档备份，存于）
- Beltracchi Project （页面存档备份，存于）